# 유선혜
유선혜(1984년 6월 20일 ~)는 대한민국의 피겨스케이팅 선수다.

## 방송
- 김연아의 키스 & 크라이 (2011) - 10위